# Barken, Halland
Barken är en sjö i Falkenbergs kommun och Varbergs kommun i Halland och ingår i Ätrans huvudavrinningsområde. Sjön är 29 meter djup, har en yta på 1,18 kvadratkilometer och är belägen 84,6 meter över havet. Sjön avvattnas av vattendraget Hjärtaredån. Vid provfiske har abborre, gädda, mört och sutare fångats i sjön.

## Delavrinningsområde
Barken ingår i det delavrinningsområde (634631-130762) som SMHI kallar för Utloppet av Barken. Medelhöjden är 122 meter över havet och ytan är 14,75 kvadratkilometer. Räknas de 2 avrinningsområdena uppströms in blir den ackumulerade arean 55,57 kvadratkilometer. Hjärtaredån som avvattnar avrinningsområdet har biflödesordning 3, vilket innebär att vattnet flödar genom totalt 3 vattendrag innan det når havet efter 55 kilometer. Avrinningsområdet består mestadels av skog (80 procent). Avrinningsområdet har 1,52 kvadratkilometer vattenytor vilket ger det en sjöprocent på 10,3 procent.